# St. Marien (Havelberg)

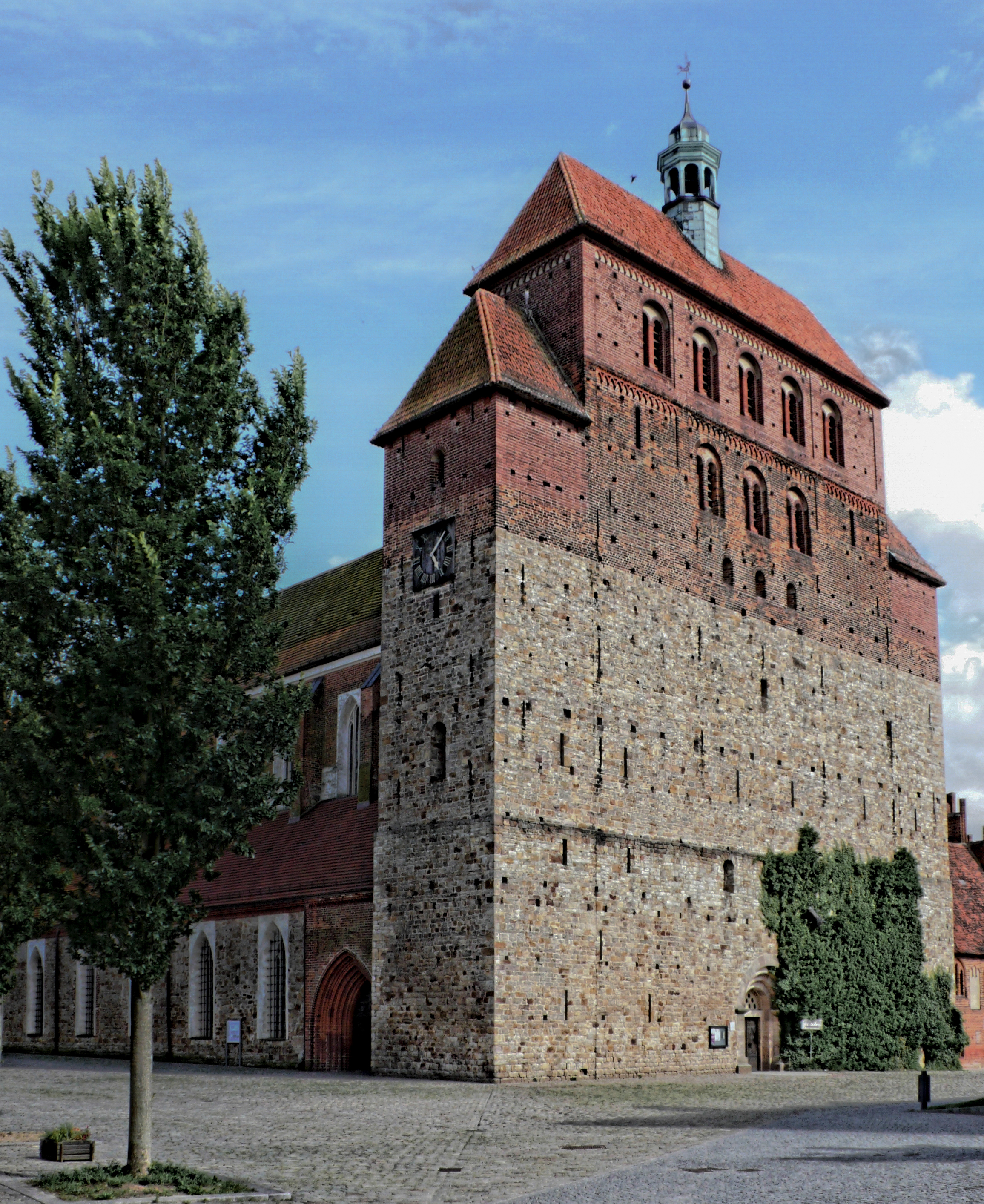
Westbau des Havelberger Doms

Der Havelberger Dom Sankt Marien ist eine evangelische Kirche in der Hansestadt Havelberg in Sachsen-Anhalt. Der Dom war einst die Kathedrale des Bistums Havelberg. Das Bistum Havelberg selbst ist eine Gründung von König Otto I. aus dem Jahr 946 oder 948. Im Rahmen der Deutschen Ostsiedlung wurde es zur Missionierung der ortsansässigen Westslawen gegründet. Havelberg war neben Brandenburg das früheste Bistum östlich der Elbe. Der Dom befindet sich im Eigentum der Kulturstiftung Sachsen-Anhalt.

## Geschichte

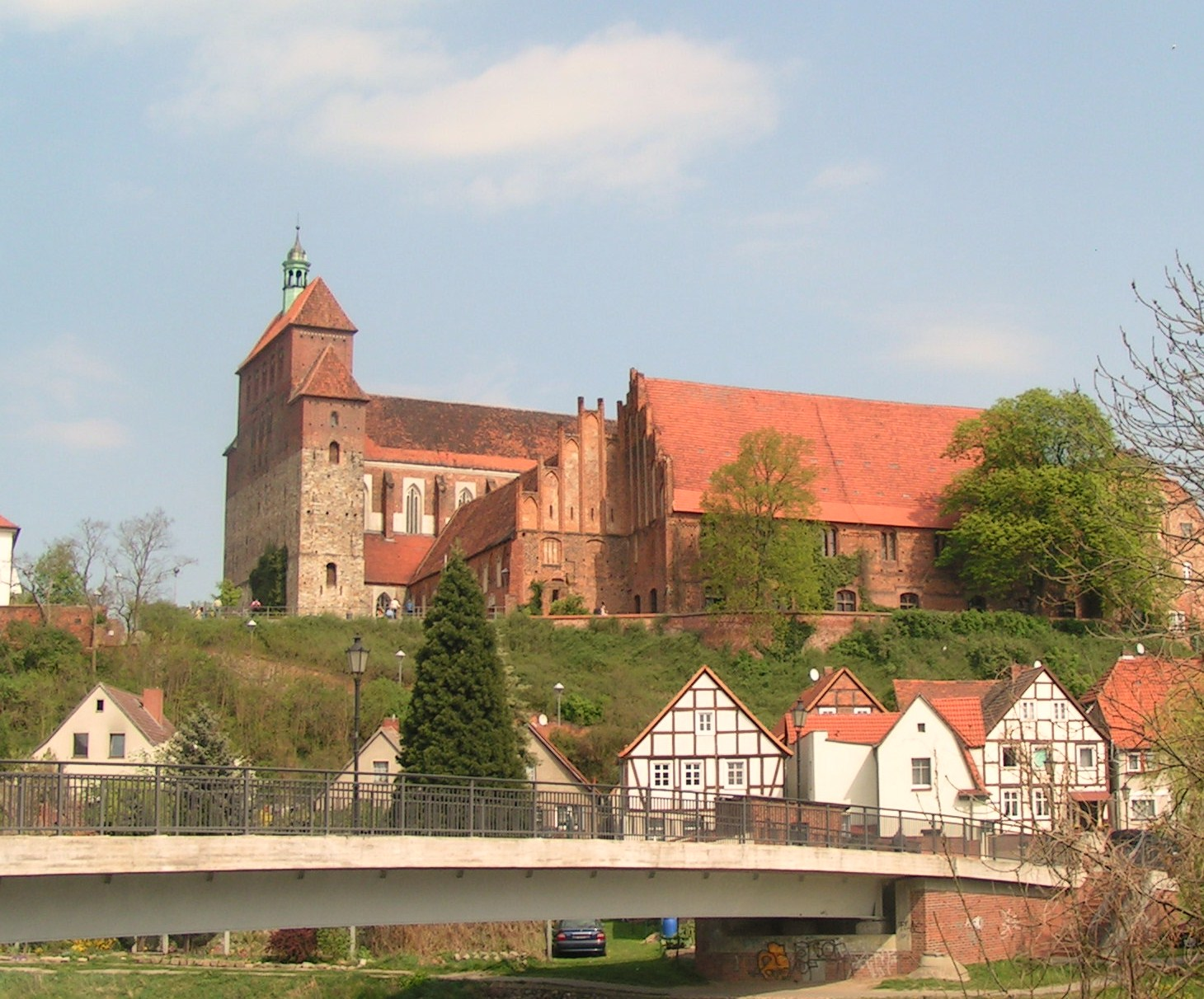
Der Havelberger Dom von der Altstadtinsel aus gesehen

Voraussetzung für den heutigen Dom in Havelberg und andere Kirchenbauten östlich der Elbe durch den Orden der Prämonstratenser war der Wendenkreuzzug im Jahr 1147, nach dessen Beendigung der Bischof zurückkehrte und ein planmäßiger Wiederaufbau der Stadt erfolgte. Der Dom wurde nun im Stil der Romanik als Bischofskirche neu errichtet und mit einem regulierten Domkapitel aus Prämonstratenser-Chorherren ausgestattet. Nach einem größeren Brandschaden wurde der ursprünglich romanische Bau zwischen 1279 und 1330 im gotischen Stil umgebaut. Der Lettner und die seitlichen Chorschranken entstanden um 1400. Ein mit der Gründung des Bistums innerhalb der ottonischen Burg vermuteter Vorgängerbau konnte bisher archäologisch nicht nachgewiesen werden. Das Kirchengebäude wurde am 16. August 1170 auf den Namen der Jungfrau Maria geweiht.
Nach der Reformation trat das Domkapitel, das bereits 1506 auf Druck der Landesherrschaft von einem Prämonstratenser-Chorherrenstift in ein weltpriesterliches Kanonikerstift umgewandelt worden war, nach dem Tod des Domdekans Petrus Conradi 1561 zum Protestantismus über. Matthäus Ludecus war der erste protestantischen Dechant. Er beendete noch viel „Bäpstische/ unnöhtige Ceremonien“ und setzte in diesem Amt behutsam reformatorische Akzente, so durch die Neufassung der Statuten des Domkapitels. Das Bistum Havelberg selbst wurde 1598 durch Kurfürst Joachim Friedrich von Brandenburg aufgelöst.
Der Dom und die Stadtkirche St. Laurentius gehören seit 1996 zu einer gemeinsamen Kirchengemeinde. 1996 wurde der Dom Eigentum der Domstiftung des Landes Sachsen-Anhalt. Der Havelberger Dom ist eine Station entlang der Straße der Romanik.

## Architektur
Der Dom ist eine gotische dreischiffige Basilika mit Kreuzrippengewölbe mit bestimmendem romanischem Kern. Als Baustoff wurde Bruchstein aus Grauwacke von einem Steinbruch bei Plötzky verwendet. Seine architekturgeschichtliche Bedeutung verdankt das Gotteshaus dem Westbau, der mit seiner völlig ornamentlosen, wuchtigen Form als fensterloser Block die entschiedenste Verwirklichung des Sächsischen Westriegels in der deutschen Baukunst darstellt. Der querrechteckige Baukörper misst 30,2 m × 6,1 m in der Grundfläche und ist bis zur Mauerkrone 31 m hoch. Der untere Bereich ist aus Naturstein gemauert, im späten 12. Jahrhundert wurde er mit Backsteinen aufgestockt, teilweise in bunter Mischung.
In den Jahren 1840/1841 bezahlte der preußische Staat eine Restaurierung des Doms, bei welcher der Westbau ein dem Zeitgeschmack entsprechendes neugotisches Westportal erhielt und im Innern Stuckgesimse angebracht wurden. Von 1907 bis 1909 erfolgte eine weitere grundlegende Instandsetzung der Fundamente und schadhaften Gewölbe. Der Westbau bekam ein zusätzliches fünfarkadiges neoromanisches Glockengeschoss mit neuem Dachreiter, und das neugotische Westportal aus dem 19. Jahrhundert wurde durch ein neues im romanischen Stil ersetzt.
Der Westbau besaß in seiner ursprünglichen Ausführung einen Zinnenkranz in etwa 22 Metern Höhe, was im 19. Jahrhundert zu der Vermutung führte, er habe als Wehrbau gedient. Die sichtbaren Mauerschlitze zur Belichtung der Innenräume wurden dabei als Schießscharten angesehen. Diese Ansicht widerlegte der Burgenforscher Reinhard Schmitt im Jahr 1997, indem er nachwies, dass der Westbau von Anfang an ein ebenerdiges Portal sowie drei breite Durchlässe zum Langhaus hatte.

## Ausstattung

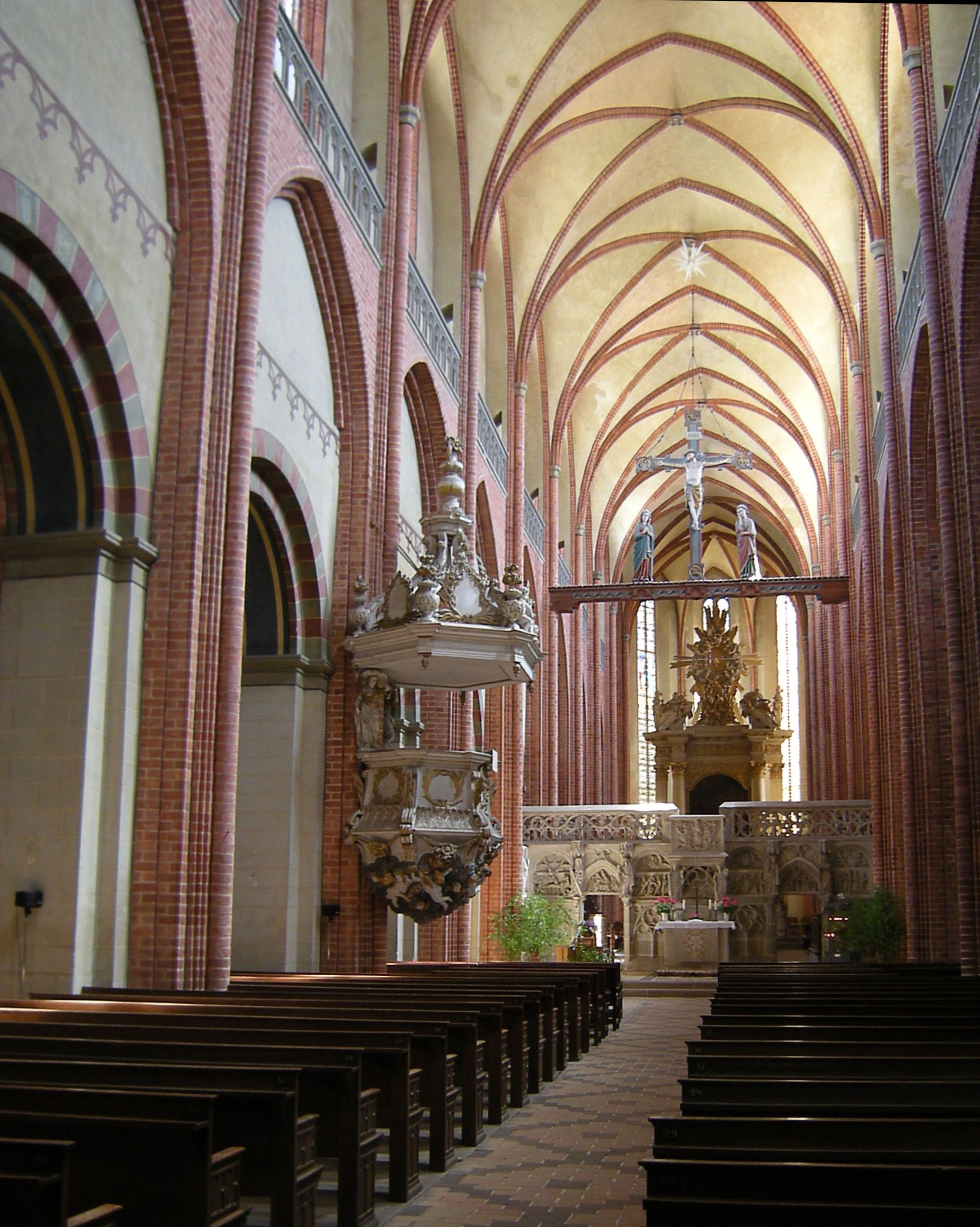
Kirchenschiff

### Fenster, Leuchter und Weiteres
Im Inneren des Kirchengebäudes finden sich Grisailleornamentfenster, die Triumphkreuzgruppe, drei Sandsteinleuchter und das Chorgestühl aus Eichenholz aus der Zeit um 1300. Die im Lettner und den seitlichen Chorschranken untergebrachten 20 Reliefs und 14 Skulpturen aus Sandstein stellen ebenso wie die Buntglasfenster Szenen aus dem Leben Jesu dar (Passion und Auferstehung) und datieren aus dem Anfang des 15. Jahrhunderts. Sie werden einem Bildhauermeister der Parlerschule zugeordnet. Die drei Buntglasfenster mit den christlichen Szenen auf der Nordseite des Kirchenschiffs wurden 1895 im Königlichen Institut für Glasmalerei in Berlin restauriert, wie aus einer entsprechenden Inschrift hervorgeht.
Zwei Fenster mit historisierenden Wappendarstellungen wurden Anfang des 20. Jahrhunderts von Alexander Linnemann und Otto Linnemann aus Frankfurt am Main geschaffen.
Auffällig ist außerdem das aus Alabaster gefertigte Hochgrab des Bischofs Johann von Wöpelitz.
Sowohl Fenster als auch Lettner weisen antisemitische Darstellungen wie Judenhüte und grimassenhafte Gesichter jüdischer Personen auf.

### Altar, Taufe, Kapellen
Bemerkenswert ist der Hochaltar, im Jahr 1700 errichtet. Er gehört zusammen mit der Kanzel von 1693 zur barocken Ausstattung. Die St.-Annen-Kapelle wurde im Jahr 1508 im südlichen Seitenschiff eingebaut, der Taufstein 1587 gefertigt. In den östlichen Chorabschlüssen sind zweigeschossige Kapellen eingerichtet.

### Orgel

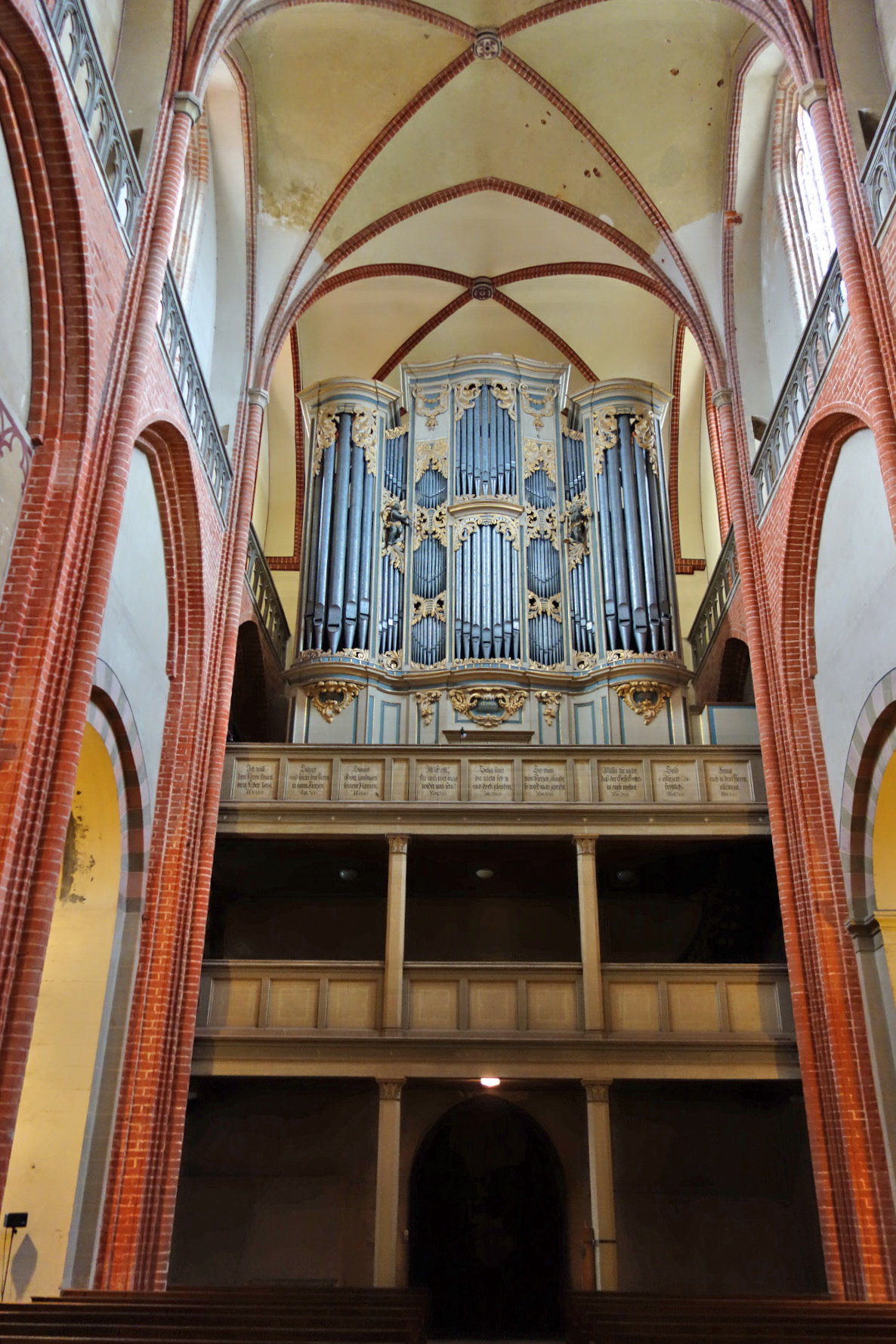
Scholtze-Orgel von 1777

Die Orgel des Havelberger Doms geht zurück auf ein Instrument, das 1777 in der Werkstatt des Orgelbauers Gottlieb Scholtze (Ruppin) entstanden war. Das Instrument hat 34 Register auf zwei Manualen und Pedal.
| I Hauptwerk CD–f3 |              |     |       |
| 1.                | Prinzipal    | 16′ | S     |
| 2.                | Octava       | 08′ | S     |
| 3.                | Spitzflöt    | 08′ | S, Sk |
| 4.                | Gedact       | 08′ | S, Sk |
| 5.                | Octave       | 04′ | Sk    |
| 6.                | Gedact       | 04′ | Sk    |
| 7.                | Quinta       | 03′ | M     |
| 8.                | Octave       | 02′ | M     |
| 9.                | Waldflöt     | 02′ | Sk    |
| 10.               | Mixtur V     |     | Sk    |
| 11.               | Cornet III D |     | S, Sk |
| 12.               | Trompet      | 08′ | Sk    |

| II Oberwerk CD–f3 |            |         |     |
| 13.               | Quintathön | 16′     |     |
| 14.               | Principal  | 08′     |     |
| 15.               | Rohrflöte  | 08′     | alt |
| 16.               | Salicional | 08′     |     |
| 17.               | Octava     | 04′     | alt |
| 18.               | Rohrflöte  | 04′     | alt |
| 19.               | Nasat      | 02 ⁄3′  | alt |
| 20.               | Octava     | 02′     |     |
| 21.               | Terz       | 01 3⁄5′ |     |
| 22.               | Quinta     | 01 ⁄3′  |     |
| 23.               | Sifflöt    | 01′     |     |
| 24.               | Mixtur IV  |         |     |
| 25.               | Crummhorn  | 08′     |     |

| Pedal C–c1 |           |     |       |
| 26.        | Principal | 16′ | S     |
| 27.        | Sub Bass  | 16′ | S     |
| 28.        | Octave    | 08′ | S     |
| 29.        | Bassflöte | 08′ | M     |
| 30.        | Quinta    | 06′ | M     |
| 31.        | Octave    | 04′ | S     |
| 32.        | Mixtur V  |     | S, Sk |
| 33.        | Posaun    | 16′ | Sk    |
| 34.        | Trompet   | 08′ | Sk    |
|            | Tremolant |     |       |

- Koppeln: Coppel Pedal, Coppel Manual
- Spielhilfen: drei Sperrventile
- Anmerkungen:

S = Scholtze (und älter)
M = Marx
Sk = Schuke (nach 1949)
Die Orgel ist eine von insgesamt nur noch drei zweimanualigen Scholtze-Orgeln. Eine zweite, 2021 restaurierte Orgel, von der noch über 50 % des Bestands von Scholtze vorhanden sind, befindet sich in der Stadtkirche St. Laurentius in Havelberg.

## Glocken

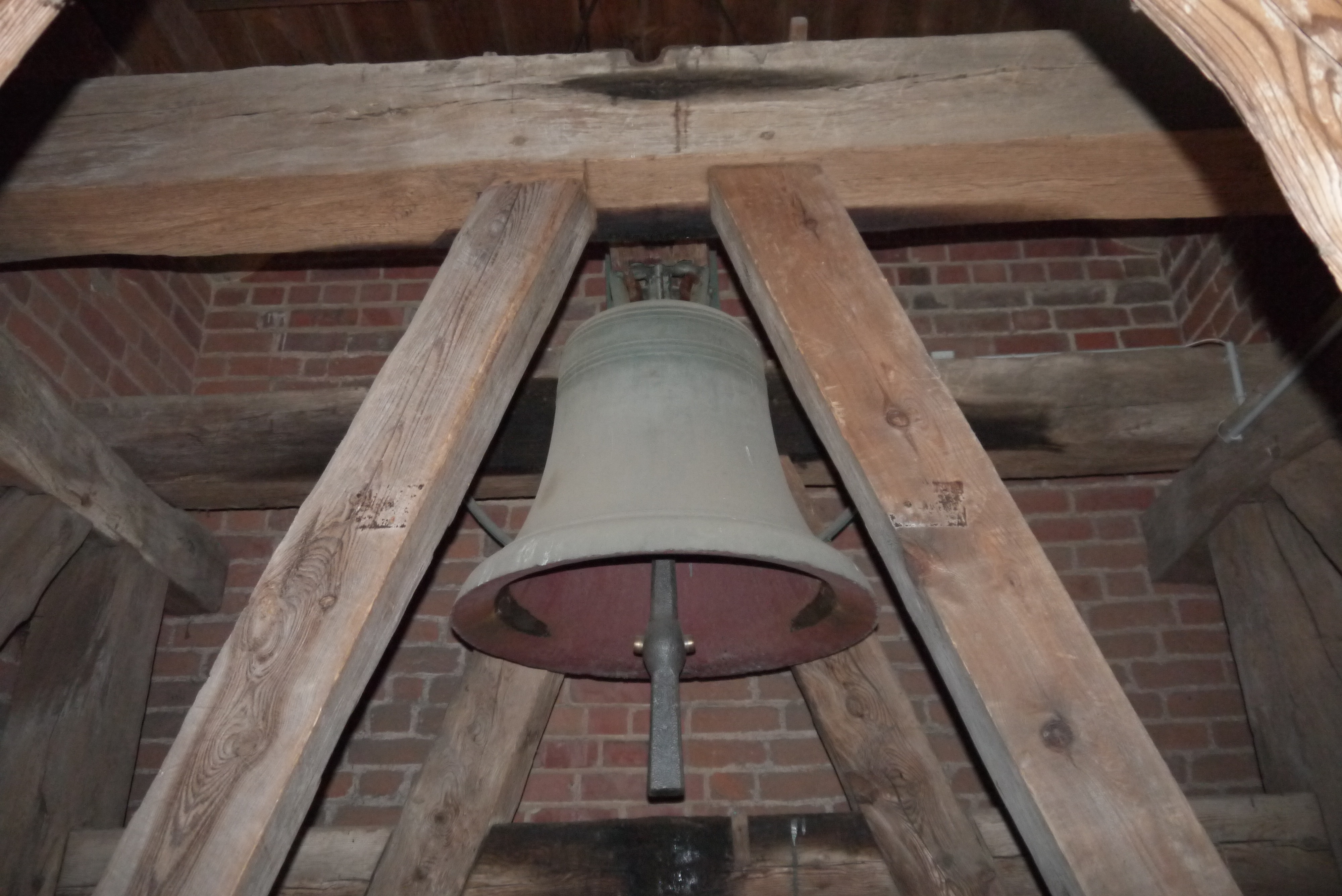
Rufglocke aus dem 15. Jahrhundert

In der Glockenstube hängen drei Glocken: die historische Rufglocke aus Bronze eines unbekannten Gießers aus dem 15. Jahrhundert ist die kleinste, zwei weitere sind Eisenhartgussglocken und wurden 1948 von Schilling & Lattermann in Morgenröthe-Rautenkranz gegossen.
Im Ersten und Zweiten Weltkrieg mussten die jeweils zwei größten Läuteglocken und die beiden Uhrschlagglocken – allesamt aus Bronze – abgegeben werden und wurden für die Waffenproduktion eingeschmolzen. Sie wurden 1948 durch Glocken aus Eisenhartguss ersetzt. Nur die kleine Läuteglocke hatte die beiden Weltkriege überlebt und wird heute noch geläutet.
| Nr. | Name        | Durchmesser | Gewicht | Schlagton | Inschrift                                                      |
| --- | ----------- | ----------- | ------- | --------- | -------------------------------------------------------------- |
| 1   | Totenglocke | 1860 mm     | 2650 kg | cis′      | JESUS CHRISTUS GESTERN UND HEUTE UND DERSELBE AUCH IN EWIGKEIT |
| 2   | Betglocke   | 1600 mm     | 1570 kg | e′        | O LAND LAND LAND HOERE DES HERRN WORT                          |
| 3   | Rufglocke   | 0960 mm     | 0660 kg | gis′      |                                                                |

## Klausur- und weitere Gebäude
Die angrenzenden Klostergebäude beherbergen die katholische Kapelle St. Norbert, den Paradiessaal der evangelischen Gemeinde und das Prignitz-Museum mit Ausstellungen über die Dom-, Stadt- und Siedlungsgeschichte.
Als Stiftsgebäude des Bistums ist der Konventbau am Ostflügel zu nennen, der aus der zweiten Hälfte des 12. Jahrhunderts stammt. Er enthält den Kapitelsaal, die Küche und einen Schlafsaal. Am Südflügel schließt sich der aus dem 13. Jahrhundert stammende Refekturbau an mit Sterngewölben und dem zweischiffigen Paradiessal, als Winterkirche genutzt. Der Westflügel des Klosterensembles entstand ebenfalls Ende des 13. Jahrhunderts, über seinem Eingang zeigt ein Sandsteinrelief die Anbetung der Könige, Anfang des 15. Jahrhunderts gefertigt.
Besonders bemerkenswert ist die ehemalige Dechanei, südöstlich vom Domchor errichtet, ein Barockgebäude aus dem Jahr 1748. Nördlich vom Domchor befindet sich das ehemalige Propsthaus. Zur Komplettierung gehört noch die frühere Domschule westlich des Kirchengebäudes, ein klassizistisches Bauwerk, entstanden 1803–1815. Es wird von den Havelberger Stadtwerken genutzt (Stand Sommer 2016).

Über das Domhospital berichtete die 1170 für die Domweihe angefertigte Urkunde. Darin überschrieb Markgraf Otto I. ihm halb Losse. Die Bestätigung der Schenkung von 1209 durch Albrecht II. erwähnte es zum zweiten und letzten Mal. Das Hospital lag außerhalb des Dombezirks am Fuß des Bischofsberg und vor dem Steintor. Dies erschloss sich aus dem Standort der zugehörigen Sankt Anna-und-Gertrud-Kapelle. Der erhaltene, achteckige, backsteinerne Zentralbau stammte vom Ausgang des 15. Jahrhunderts. Er diente nach Einführung der Reformation bis 1822 als Friedhofskapelle, dann als Standesamt.